# Liptovský Ondrej
Liptovský Ondrej es un municipio del distrito de Liptovský Mikuláš, en la región de Žilina, Eslovaquia. Tiene una población estimada, a fines del año 2020, de 630 habitantes.
Está ubicado al sureste de la región, cerca del curso alto del río Váh (cuenca hidrográfica del Danubio), de los montes Tatras y de la frontera con Polonia y las regiones de Prešov y Banská Bystrica.

## Demografía
| Año        | 1994 | 2004     | 2014    | 2024     |
| ---------- | ---- | -------- | ------- | -------- |
| Población  | 447  | 566      | 599     | 671      |
| Diferencia |      | +26,62 % | +5,83 % | +12,02 % |

| Año        | 2023 | 2024    |
| ---------- | ---- | ------- |
| Población  | 663  | 671     |
| Diferencia |      | +1,20 % |